# Reino de Soissons
```
   |-
       |
Erro:
:  
valor não especificado para "
nome_comum
"
```

O Reino de Soissons, também conhecido como Domínio de Siágrio, foi um estado residual do Império Romano Ocidental no norte da Gália (hoje França) durante a Antiguidade Tardia.
Quando Majoriano, imperador romano, foi morto por ordens de Ricímero, Egídio, mestre dos soldados na Gália Romana, manteve seu domínio provincial, criando um estado hoje chamado Reino de Soissons. No caos da Gália contemporânea, manteve seu poder contra os francos a leste e visigodos a sul. Egídio morreu em 464 ou 465, sendo sucedido por seu filho Siágrio, que em 486 perdeu a Batalha de Soissons para o rei franco Clóvis, que anexou seu território.

## História
A emergência do Reino começou quando o Imperador Majoriano apontou Egídio como mestre dos soldados da Gália Romana, território conectado ao restante do Império Romano por um corredor de possessões imperiais nas atuais Auvergne, Provence e Languedoc. Este corredor, contudo, foi anexado por tribos germânicas durante o reino de Majoriano, cortando Egídio e seus súditos do restante do Império. Majoriano e Egídio recuperaram a posse romana na maior parte da Gália, mas após a morte do Imperador estas províncias foram anexadas por visigodos e burgúndios entre 462 e 477, isolando o Reino de Siágrio.
Egídio era aliado a Quilderico I, rei dos francos salésios em Tournai, e ambos uniram forças para derrotar os visigodos em Orléans em 463. Segundo São Gregório de Tours, Egídio chegou a reinar sobre os francos brevemente durante o exílio de Quilderico. Continuou a governar Soissons até seu assassinato no Loire em 464, talvez pelas ordens de um dos inimigos de Quilderico, seu conde Paulo de Angers sendo morto logo então. Neste ponto, o filho de Egídio, Siágrio, tornou-se governante, reinando sob o título de dux (duque), mas as tribos vizinhas o conheciam como Rei dos Romanos. Em 476, Soissons rejeitou o governo de Odoacro do Império após este destronar Rômulo Augústulo. Zenão, contudo, imperador oriental, ofereceu legitimidade a Odoacro em vez de a Siágrio, pelo que este cortou laços com a Itália e o Império Romano, seguindo, contudo, a entender-se como mero governante de uma província romana, ainda que reinando sobre região independente.
Quilderico morreu em 481, e seu filho, Clóvis I, guerreou contra Siágrio, até tomar todo seu território, finalizando sua campanha na Batalha de Soissons. O duque pediu auxílio do rei visigodo Alarico II, mas os francos ameaçaram declarar guerra se o mesmo não lhes rendesse o antigo duque. Siágrio, pois, foi remetido a Clóvis, que o executou por volta de 486.